# Ian Guestyn
Ian Guestyn es un deportista sudafricano que compitió en judo. Ganó una medalla de bronce en el Campeonato Africano de Judo de 1996, en la categoría de +95 kg.

## Palmarés internacional
| Campeonato Africano | Campeonato Africano   | Campeonato Africano | Campeonato Africano |
| Año                 | Lugar                 | Medalla             | Categoría           |
| ------------------- | --------------------- | ------------------- | ------------------- |
| 1996                | Sudáfrica (Sudáfrica) | Medalla de bronce   | +95 kg              |